# Coma I
Coma I (también llamado Grupo NGC 4414 o Grupo M64) es un grupo de galaxias disperso que recibe este nombre por estar muchos de sus miembros en la constelación de Coma Berenices.
Se halla a apenas 5 millones de parsecs de la galaxia elíptica M87, el miembro central del cúmulo de Virgo, y parece estar siendo atraído por la gravedad de este para acabar fusionándose los dos en un futuro lejano.
Miembros notables de esta agrupación:
- NGC 4274

- NGC 4278

- NGC 4314

- NGC 4414

- NGC 4448

- NGC 4559

- NGC 4565

- NGC 4631

- NGC 4656

- NGC 4725

- M64

Coma I no debe de confundirse con el mucho más distante Cúmulo de Coma, ni por supuesto con el Cúmulo estelar de Coma (Melotte 111).